# Hollókő

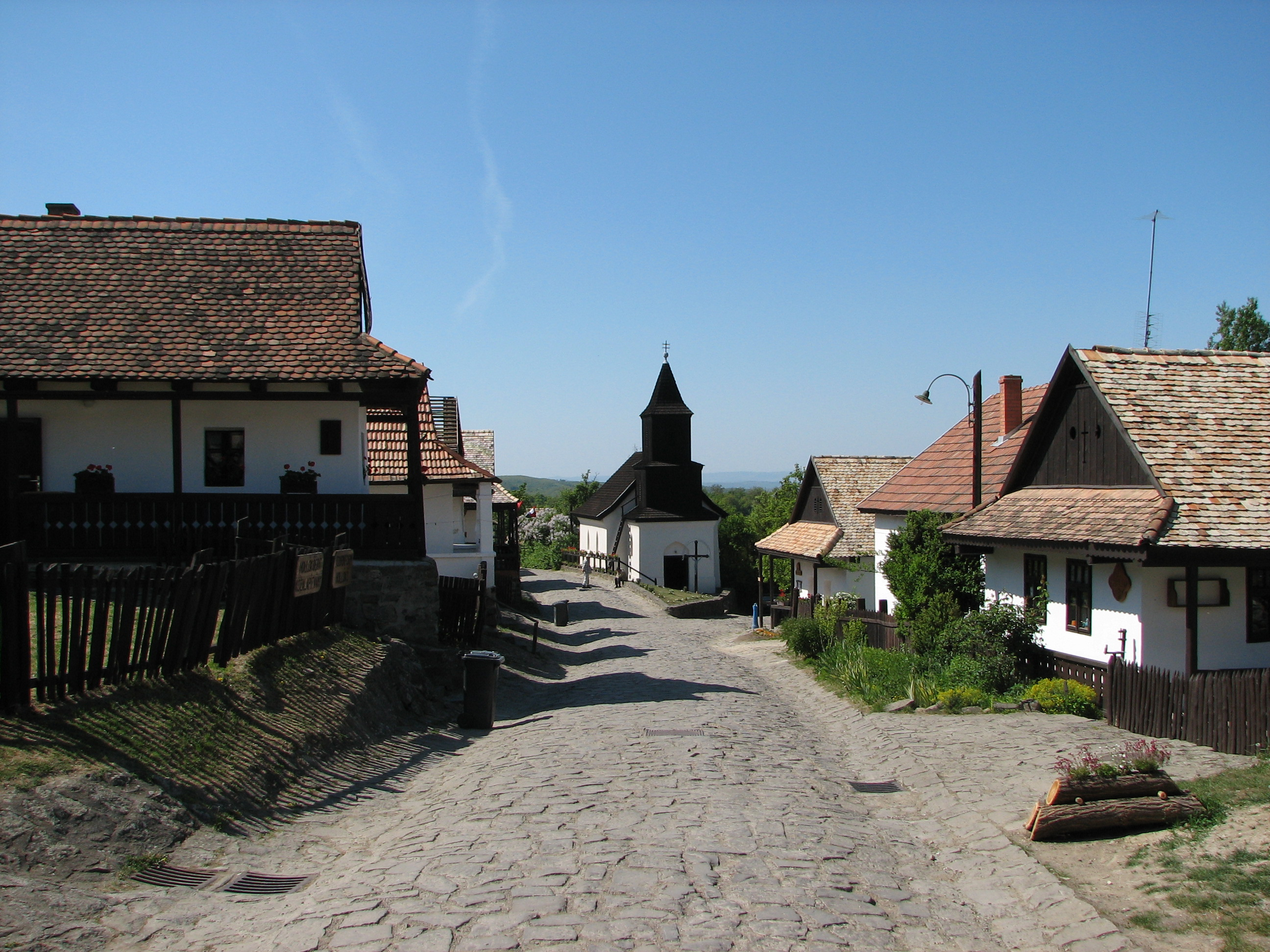
Straße im alten Ortsteil von Hollókő

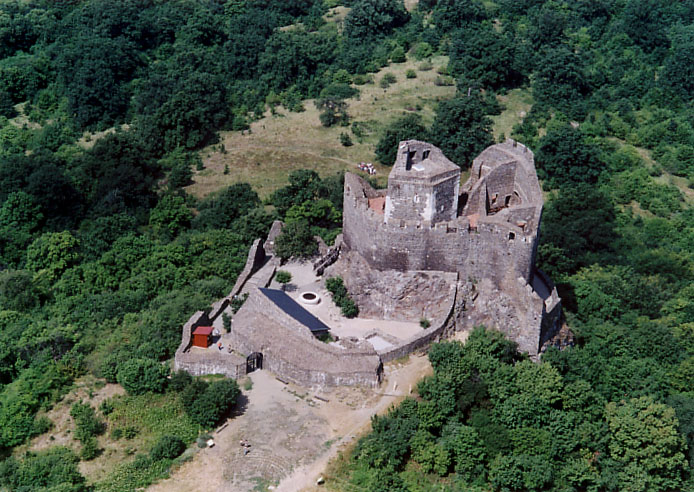
Burg Hollókő

Hollókő [ˈholːoːkøː] (deutsch Rabenstein) ist eine Gemeinde im Kreis Szécsény im Komitat Nógrád in Nordungarn. Der Ort bekam seinen Namen, da laut Legende die Raben in der Nacht alles davontrugen, was die Menschen tagsüber bauten. Die Gemeinde gehört seit 1987 zum UNESCO-Welterbe.
Hollókő besteht aus zwei Teilen, der Altstadt und der Neustadt. Teile der Altstadt dienen heute dem Tourismus (Postmuseum, Volkshaus, Touristenherberge).
Jedes Jahr zu Ostern können sich die Touristen einer alten ungarischen Tradition erfreuen, bei der die Junggesellen des Dorfes die Mädchen mit einem Kübel Wasser übergießen (heutzutage geschieht dies mit Kölnisch Wasser).
Die Altstadt brannte 1909 völlig ab, wurde aber exakt wiederaufgebaut und ist jetzt durch die UNESCO geschützt. Teile der Burg, die im 15. und 16. Jahrhundert eine erhebliche Rolle gegen die osmanische Belagerung spielte, sind ebenfalls restauriert.
Der Ort hat 347 Einwohner (Stand 2021).

## Gemeindepartnerschaften
- Boqueixón, Spanien, seit 2008
- Hortobágy, Ungarn
- Kalonda, Slowakei, seit 2008
- Salers, Frankreich, seit 2010
- Rimetea, Rumänien, seit 2012
- Șiclod, Rumänien, seit 2009
- Zgierz, Polen, seit 2005